# Hirogawa
Hirogawa (jap. 広川町 Hirogawa-chō) – miasto w Japonii, na wyspie Honsiu, w prefekturze Wakayama. Według danych na rok 2020 miejscowość zamieszkiwało 6 781 mieszkańców , a gęstość zaludnienia wyniosła 103,8 os./km².